# Жан-Етиен Гетар
Жан-Етиен Гетар (на френски: Jean-Étienne Guettard) (22 септември 1715 – 6 януари 1786) френски геолог, минералог, естественик.

## Биография
Завършва медицина в Париж, след което става уредник на частния музей на Орлеанския херцог. През юли 1743 е назначен за асистент по ботаника във Френската академия на науките, а през май 1758 – за професор.
В периода 1751 – 1762 провежда множество полеви геоложки, минераложки и ботанически изследвания в различни части на Европа, като се интересува и от изгасналите вулкани в областта Оверн във Франция.
Изследва флората и древните вкаменелости в Парижкия басейн. През 1751 посещава областта Оверн в Централна Франция, като изследва масива Пюи дьо Дом (1465 м) и древния вулкан Мон Дор (1886 м) в Централния Френски масив. По-късно изследва и картира всички по-големи реки вливащи се в Атлантическия океан между Рейн и Гарона.
През 1760 – 1762 изследва северните склонове на Бескидите между изворите на Висла и десния ѝ приток Раба, след това пресича източната част на Германо-Полската низина и Балтийското възвишение (200 – 300 м) и през Мазурското Поезерие достига до Гданския залив, а след това покрай десния бряг на Висла се изкачва до Люблинските възвишения (390 м). По вододела между реките Вепш и Буг се изкачва до Лвов, а от там по 50º с.ш. се завръща в Краков. В резултат на своето пътешествие създава първата геоложка карта на Полша.
Гетар става един от първите учени, който ясно показва, че релефът на земята до голяма степен е резултат от движещата се вода. Той смята, че моретата са главният причинител за денудацията и за пример привежда кредните геоложки наслаги в Северозападна Франция – реликти от огромна верига хълмове, голяма част от която е унищожена от морето.